# Jane Birkin
Jane Birkin (født 14. december 1946, død 16. juli 2023) var en engelskfødt sanger og skuespiller, der var aktiv i Frankrig fra slutningen af 1960'erne. Musikalsk er hun kendt for sine fortolkninger af Serge Gainsbourgs sange. Som skuespiller samarbejdede hun flere gange med stjerneinstruktører som franske Jacques Rivette. Hun sprang desuden de seneste år selv ud som sangskriver og filminstruktør.

## Liv og karriere
Jane Birkin var datter af David Birkin, kommandant i Royal Navy, og skuespillerinden Judy Campbell, der var den engelske dramatiker Noel Cowards muse. Hun har en yngre søster, Linda, og en bror, Andrew Birkin, der er skuespiller og instruktør, og som spillede sammen med hende i filmen La Pirate og instruerede hendes datter Charlotte Gainsbourg i The Cement Garden. Digteren og musikeren Anno Birkin og skuespillerne David og Ned Birkin er hendes nevøer.
Hun debuterede i 1964, 18 år gammel, i en meget lille rolle i filmen The Knack... and how to get it af engelske Richard Lester, der også havde andre debutanter på rollelisten som Jacqueline Bisset og Charlotte Rampling. Filmen var et billede på 1960'ernes "Swinging London" med mini-skirts og løssluppenhed – vigtige ingredienser i Birkins tidlige image. Hun medvirkede som sexet model i Michelangelo Antonionis Blowup, der blev tildelt Den Gyldne Palme ved Filmfestivalen i Cannes i 1967.    
Hun var kortvarigt gift med den engelske komponist John Barry, der ikke mindst er kendt for temaet til flere James Bond-film. Sammen fik de i 1967 datteren Kate Barry, der blev fotograf, men i 2013 mistede livet efter et fald ud af vinduet i sin lejlighed på 4. sal. 
Efter bruddet med Barry rejste Birkin til Frankrig for at prøve at slå igennem som skuespiller her. Hun fik tildelt den kvindelige hovedrolle i filmen Slogan fra 1969 – den mandlige hovedrolle hedder Serge Gainsbourg, og dette samarbejde førte til et mangeårigt romantisk forhold samt et professionelt forhold, der varede indtil Gainsbourgs død i 1991. Filmen blev en kæmpesucces i Frankrig, og parret opnåede nærmest mytisk status foruden en enorm interesse fra medierne, der ikke blev mindre efter udgivelsen af den vovede duet "Je t'aime ... moi non plus" senere samme år. 
I 1971 fødtes datteren Charlotte Gainsbourg, der blev en kendt skuespillerinde og sangerinde.         
Familien levede et liv i søgelyset, særligt på grund af Gainsbourg, der konstant provokerede i sine sange og sin optræden generelt. Samtidig levede han en meget vild tilværelse fuld af fest og druk, og i slutningen af 1970'erne forlod Birkin ham med sine to døtre. Gainsbourg skrev efterfølgende nogle af sine mest kendte sange til Birkin med titler som "Baby alone in Babylone" og "Fuir le bonheur de peur".   
I 1980 dannede Birkin par med sin tredje partner, den franske filminstruktør Jacques Doillon. Parret fik i 1982 datteren Lou Doillon, der blev model og skuespiller.     
Birkin var ud over sin karriere kendt for sit humanitære arbejde for Amnesty International.